# Ceraspis mustela
Ceraspis mustela är en skalbaggsart som beskrevs av Frey 1962. Ceraspis mustela ingår i släktet Ceraspis och familjen Melolonthidae. Inga underarter finns listade i Catalogue of Life.